# انتشارات هارپرکالینز
انتشارات هارپرکالینز (به انگلیسی: HarperCollins Publishers LLC)، در واقع ادغامی است از انتشارات کالیز و پسران، با چندین انتشارات دیگر، از جمله یک انتشارات بریتانیایی- که با بزرگتر شدن انتشارات و وسعت گرفتن مجموعه‌های آن به تدریج بر تعداد شان افزوده شده‌است.
این انتشارات در زمینه‌های گوناگون به چاپ کتاب، آوا کتاب، و کتاب الکترونیکی می‌پردازد. دیکشنری معروف کالینز را نیز خود منتشر می‌کند.
انتشارات هارپرکالینز از سال ۱۸۱۹ آغاز به چاپ کتاب کرد. در ابتدا انتشارات تنها به چاپ کتاب‌های مذهبی و آموزشی اشتغال داشت؛ ولی پس از مدتی، به کتاب داستان روی آورد و از جمله، تقریباً همهٔ داستان‌های آگاتا کریستی و دارن شان را کالینز، چاپ کرد؛ ولی امروزه، در بخش‌های گسترده‌ای، از چاپ کتاب کودک گرفته تا کتاب آشپزی و شعر، فعالیت دارد، و با بسیاری از نویسندگان بزرگ همکاری می‌کند.